# Đại học Quốc phòng Malaysia
Đại học Quốc phòng Malaysia (UPNM Bản mẫu:Tiếng Mã Lai) là một trường đại học quân sự có trụ sở chính tại Sungai Besi Camp, Kuala Lumpur, Malaysia. Đây là trường đại học quân sự đầu tiên của Malaysia phục vụ nhu cầu và sự phát triển của Lực lượng Vũ trang Malaysia. Có khoảng 2700 sinh viên đại học, trong đó có hơn 890 sinh viên hệ đào tạo chính quy dài hạn. 

### Chương trình đào tạo

#### Chương trình hàn lâm

##### Các Khoa về Kỹ thuật Quốc phòng
- Kỹ thuật Xây dựng
- Kỹ thuật Điện và Điện tử (Năng lượng)
- Kỹ thuật Điện và Điện tử (Truyền thông)
- Kỹ thuật Cơ khí
- Kỹ thuật Cơ khí-Ô tô
- Kỹ thuật Cơ khí-Hàng không
- Kỹ thuật Cơ khí-Công nghệ Hàng hải
- Công nghệ Kỹ thuật Quốc phòng

##### Các Khoa về Khoa học Quốc phòng
- Khoa học máy tính (Hệ thống An ninh An toàn)
- Khoa học máy tinh (Trí tuệ Nhân tạo)
- Công nghệ Hàng hải

##### Các Khoa về Nghiên cứu Quản lý Quốc phòng
- Quản lý Nguồn nhân lực quốc phòng
- Nghiên cứu chiến lược
- An ninh và Quản lý quốc phòng

##### Các Khoa về Y tế và Khoa học sức khỏe quốc phòng
- Cử nhân Y tế

##### Trung tâm ngôn ngữ
- Ngôn ngữ và Văn hóa giao tiếp